# Fatos Nano

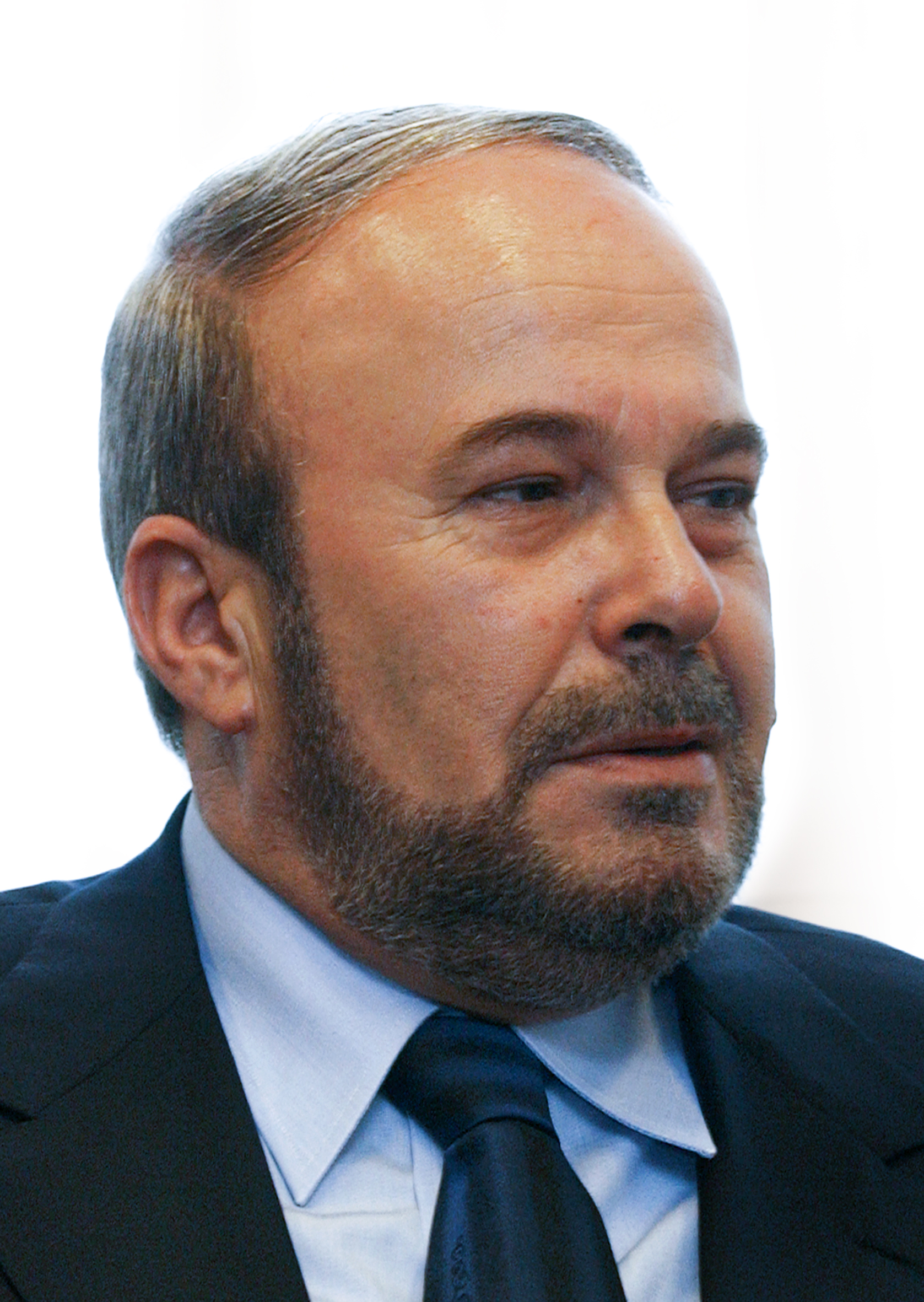
Fatos Nano (2004)

Fatos Nano (* 16. September 1952 in Tirana) ist ein ehemaliger albanischer Politiker. Von 1991 bis 2005 war er Vorsitzender der Sozialistischen Partei und in dieser Zeit mehrfach auch Ministerpräsident.

## Studium und Berufsleben
Fatos Nano studierte an der Universität Tirana politische Ökonomie. Ebendort erwarb er auch Doktorgrade der Philosophie und der Ökonomie. Von 1975 bis 1978 war er im Metallurgischen Kombinat in Elbasan tätig, von 1981 bis 1983 arbeitete er für eine landwirtschaftliche Kooperative. Von 1978 bis 1981 und dann von 1984 bis zur politischen Wende 1990 war er am Institut für Marxismus-Leninismus in Tirana angestellt.

## Nano als Politiker
Ende 1990, in den letzten Monaten des kommunistischen Regimes, wurde er vom damaligen Staats- und Parteichef Ramiz Alia in die Regierung von Adil Çarçani geholt, als spätes Zeichen für die Reformbereitschaft der Partei der Arbeit. Im Februar 1991 wurde Nano zum Regierungschef ernannt. Die ersten pluralistische Wahlen am 31. März 1991 wurden von seiner Partei gewonnen. In den Städten jedoch, wo die Opposition die meisten Stimmen gewinnen konnte, gingen die Massenproteste der Bevölkerung weiter, bis Nano einige Monate später von seinem Amt zurücktrat und eine Regierung unter seinem Parteigenossen Ylli Bufi und unter Beteiligung der Opposition gebildet wurde.
Im Juni 1991 änderte die Partei der Arbeit ihren Namen in Sozialistische Partei, reformierte ihr Statut und Nano wurde Vorsitzender. Nach den Wahlen vom 22. März 1992 war er Oppositionsführer, bis er am 30. Juli 1993 auf Grund des Missbrauchs staatlicher Gelder ins Gefängnis kam. Viele bezeichneten seine Verurteilung zu einer mehrjährigen Gefängnisstrafe als politisch motiviert. Während der bürgerkriegsähnlichen Zustände im Jahr 1997 wurde Nano befreit und vom scheidenden Staatspräsidenten und politischen Gegner Sali Berisha begnadigt.
Nachdem die Sozialistische Partei die Wahlen im Jahr 1997 gewonnen hatte, wurde Nano von Präsident Rexhep Meidani zum Premierminister ernannt. Nach öffentlichen Unruhen 1998, die wegen der Ermordung des Oppositionsführers Azem Hajdari von der Demokratischen Partei organisiert wurden, trat er als Regierungschef und Parteivorsitzender zurück und überließ das erste Amt dem 31-jährigen Sozialisten Pandeli Majko. Als dieser jedoch ein Jahr später auch die Parteiführung übernehmen wollte, kandidierte auch Nano und gewann knapp in einer Kampfabstimmung.
Am 25. Juli 2002, nach einem erfolglosen Versuch, sich für das Amt des Staatspräsidenten vorschlagen zu lassen, und Unstimmigkeiten mit Premier Meta, gelang es Nano erneut, die Regierung zu übernehmen. Im Jahr 2004 kam es erneut zu Demonstrationen von mehreren Zehntausenden Menschen gegen seine Politik. Die Opposition warf ihm vor, das Land durch eine beispiellose Korruption wirtschaftlich in den Ruin zu treiben.
Die Parlamentswahlen vom 3. Juli 2005 verloren die Sozialisten, und Sali Berisha von der Demokratischen Partei löste Nano im September 2005 im Amt des Regierungschefs ab. Nano trat auch als Parteichef zurück. Sein Nachfolger wurde Edi Rama, der damalige Bürgermeister Tiranas.
Im Sommer 2007 kandidierte Nano erfolglos für das Amt des Staatspräsidenten. Er handelte dabei auch gegen den Willen des sozialistischen Parteivorsitzenden Rama. 2009 wurde Nano nicht für eine weitere Legislaturperiode im Parlament wiedergewählt. Im Sommer 2012 kandidierte Nano erneut erfolglos für das Amt des Staatspräsidenten. Er trat bei der Präsidentschaftswahl erneut gegen den Willen des sozialistischen Parteivorsitzenden Rama an. Nano wurde hierbei nicht von den Parteien des Parlamentes vorgeschlagen, sondern verhandelte im Vorfeld der Wahl selbst mit den Vorsitzenden der anderen großen Parteien, erhielt aber von den drei wichtigsten Parteien keine Unterstützung für eine Kandidatur. Gewählt wurde stattdessen Bujar Nishani.